# Lekkoatletyka na Letnich Igrzyskach Olimpijskich 1924 – sztafeta 4 × 100 m mężczyzn
Bieg sztafetowy 4 × 100 metrów mężczyzn – jedna z konkurencji lekkoatletycznych rozgrywanych podczas igrzysk olimpijskich w Paryżu. Zawody odbyły się 12 i 13 lipca 1924 roku.

## Rekordy
Tabela uwzględnia rekordy uzyskane przed rozpoczęciem rywalizacji.
|                   | Zawodnicy                                                                              | Wynik  | Miejsce   | Data             |
| ----------------- | -------------------------------------------------------------------------------------- | ------ | --------- | ---------------- |
| Rekord świata     | Stany Zjednoczone · (Charlie Paddock, Jackson Scholz, Loren Murchison, Morris Kirksey) | 42,2 s | Antwerpia | 22 sierpnia 1920 |
| Rekord olimpijski | Stany Zjednoczone · (Charlie Paddock, Jackson Scholz, Loren Murchison, Morris Kirksey) | 42,2 s | Antwerpia | 22 sierpnia 1920 |

## Wyniki

### Runda eliminacyjna
Po dwie najlepsze drużyny z każdego biegu zakwalifikowały się do półfinałów.
Bieg 1
| Pozycja | Państwo         | Zawodnicy                                                                             | Czas | Uwagi |
| ------- | --------------- | ------------------------------------------------------------------------------------- | ---- | ----- |
| 1.      | Wielka Brytania | Harold Abrahams, Wilfred Nichol, Walter Rangeley, Lancelot Royle                      | 42,0 | Q     |
| 2.      | Grecja          | Argyris Karagiannis, Konstantinos Pantelidis, Alexandros Papafingos, Ioannis Talianos | 46,1 | Q,    |

Bieg 2
| Pozycja | Państwo           | Zawodnicy                                                              | Czas | Uwagi |
| ------- | ----------------- | ---------------------------------------------------------------------- | ---- | ----- |
| 1.      | Południowa Afryka | Lawrence Betts, George Dustan, Howard Kinsman, Christiaan Steyn        | 42,8 | Q     |
| 2.      | Kanada            | Laurence Armstrong, Cyril Coaffee, George Hester, Anthony Vince        | 43,0 | Q,    |
| 3.      | Hiszpania         | José-María Larrabeiti, Juan Junqueras, Félix Mendizábal, Diego Ordóñez | 44,2 |       |

Bieg 3
| Pozycja | Państwo   | Zawodnicy                                                      | Czas | Uwagi |
| ------- | --------- | -------------------------------------------------------------- | ---- | ----- |
| 1.      | Holandia  | Jaap Boot, Harry Broos, Jan de Vries, Rinus van den Berge      | 42,0 | Q     |
| 2.      | Węgry     | Ferenc Gerő, Lajos Kurunczy, László Muskát, Gusztáv Rózsahegyi | 42,6 | Q,    |
| 3.      | Finlandia | Väinö Eskola, Reijo Halme, Lauri Härö, Anton Husgafvel         | 42,6 |       |

Bieg 4
| Pozycja | Państwo    | Zawodnicy                                                             | Czas | Uwagi |
| ------- | ---------- | --------------------------------------------------------------------- | ---- | ----- |
| 1.      | Szwajcaria | Karl Borner, Heinz Hemmi, Josef Imbach, David Moriaud                 | 42,2 | Q     |
| 2.      | Włochy     | Ernesto Bonacina, Giovanni Frangipane, Pietro Pastorino, Enrico Torre | 42,8 | Q     |
| 3.      | Argentyna  | Otto Dietsch, Félix Escobar, Guillermo Newbery, Camilo Rivas          | 44,0 |       |

Bieg 5
| Pozycja | Państwo | Zawodnicy                                                | Czas | Uwagi |
| ------- | ------- | -------------------------------------------------------- | ---- | ----- |
| 1.      | Szwecja | Kurt Branting, Nils Engdahl, Bror Österdahl, Curt Wiberg | 43,8 | Q     |
| 2.      | Dania   | Kai Jensen, Poul Schiang, Henri Thorsen, Mogens Truelsen | 44,0 | Q     |

Bieg 6
| Pozycja | Państwo           | Zawodnicy                                                   | Czas | Uwagi |
| ------- | ----------------- | ----------------------------------------------------------- | ---- | ----- |
| 1       | Stany Zjednoczone | Frank Hussey, Louis Clarke, Alfred LeConey, Loren Murchison | 41,2 | Q     |
| 2       | Francja           | Maurice Degrelle, Albert Heisé, André Mourlon, René Mourlon | 44,5 | Q,    |

### Półfinały
Do finału awansowały dwie najlepsze sztafety z każdego biegu półfinałowego.
Bieg 1
| Pozycja | Państwo           | Zawodnicy                                                                             | Czas | Uwagi |
| ------- | ----------------- | ------------------------------------------------------------------------------------- | ---- | ----- |
| 1.      | Stany Zjednoczone | Frank Hussey, Louis Clarke, Alfred LeConey, Loren Murchison                           | 41,0 | Q     |
| 2.      | Szwajcaria        | Karl Borner, Heinz Hemmi, Josef Imbach, David Moriaud                                 | 42,2 | Q,    |
| 3.      | Kanada            | Laurence Armstrong, Cyril Coaffee, George Hester, Anthony Vince                       | 43,3 | Q     |
| 4.      | Grecja            | Argyris Karagiannis, Konstantinos Pantelidis, Alexandros Papafingos, Ioannis Talianos | 45,2 |       |

Bieg 2
| Pozycja | Państwo         | Zawodnicy                                                             | Czas | Uwagi |
| ------- | --------------- | --------------------------------------------------------------------- | ---- | ----- |
| 1.      | Wielka Brytania | Harold Abrahams, Wilfred Nichol, Walter Rangeley, Lancelot Royle      | 41,8 | Q     |
| 2.      | Węgry           | Ferenc Gerő, Lajos Kurunczy, László Muskát, Gusztáv Rózsahegyi        | 42,4 | Q,    |
| 3.      | Włochy          | Ernesto Bonacina, Giovanni Frangipane, Pietro Pastorino, Enrico Torre | 42,9 |       |
| 4.      | Dania           | Kai Jensen, Poul Schiang, Henri Thorsen, Mogens Truelsen              | 43,8 |       |

Bieg 3
| Pozycja | Państwo           | Zawodnicy                                                       | Czas | Uwagi |
| ------- | ----------------- | --------------------------------------------------------------- | ---- | ----- |
| 1.      | Holandia          | Jaap Boot, Harry Broos, Jan de Vries, Rinus van den Berge       | 42,2 | Q     |
| 2.      | Francja           | Maurice Degrelle, Albert Heisé, André Mourlon, René Mourlon     | 42,5 | Q,    |
| 3.      | Szwecja           | Kurt Branting, Nils Engdahl, Bror Österdahl, Curt Wiberg        | 43,0 |       |
| 4.      | Południowa Afryka | Lawrence Betts, George Dustan, Howard Kinsman, Christiaan Steyn | 43,6 |       |

### Finał
| Pozycja | Państwo           | Zawodnicy                                                        | Czas | Uwagi |
| ------- | ----------------- | ---------------------------------------------------------------- | ---- | ----- |
| złoto   | Stany Zjednoczone | Frank Hussey, Louis Clarke, Alfred LeConey, Loren Murchison      | 41,0 |       |
| srebro  | Wielka Brytania   | Harold Abrahams, Wilfred Nichol, Walter Rangeley, Lancelot Royle | 41,2 |       |
| brąz    | Holandia          | Jaap Boot, Harry Broos, Jan de Vries, Rinus van den Berge        | 41,8 |       |
| 4       | Węgry             | Ferenc Gerő, Lajos Kurunczy, László Muskát, Gusztáv Rózsahegyi   | 42,0 |       |
| 5       | Francja           | Maurice Degrelle, Albert Heisé, André Mourlon, René Mourlon      | 42,2 |       |
| 6       | Szwajcaria        | Karl Borner, Heinz Hemmi, Josef Imbach, David Moriaud            | DSQ  |       |